# Happy Days (chanson d'Ai Ōtsuka)
Pour les articles homonymes, voir Happy Days.
Singles de Ai Ōtsuka
Amaenbo
(2004) Kingyo Hanabi
(2004)
Happy Days est le 4e single de Ai Ōtsuka sorti sous le label Avex Trax le 7 juillet 2004 au Japon. Il atteint la 3e place du classement de l'Oricon, et reste classé pendant 25 semaines, pour un total de 163 433 exemplaires vendus.
Happy Days a été utilisé comme fond musical pour la publicité Morinaga ICE BOX dans laquelle se trouve Ai Ōtsuka, et comme thème musical pour l'émission Koukousei Quiz 2004. Happy Days se trouve sur la compilation Ai am BEST et sur l'album Love Jam.

## Liste des titres
| 1. | Happy Days                        | 3:46 |
| 2. | Hoshikuzu (星くず)                | 3:48 |
| 3. | Happy Days (instrumental)         | 3:46 |
| 4. | Hoshikuzu (instrumental) (星くず) | 3:47 |

| 1. | Happy Days |  |

### Interprétations à la télévision
- Music Station (9 juillet 2004)
- Hey! Hey! Hey! (10 juillet 2004)
- CDTV (11 juillet 2004)
- AX Music TV (15 juillet 2004)
- Pop Jam (17 juillet 2004)
- CDTV SP (27 juillet 2004)
- CDTV SP (31 décembre 2004)
- Music Fair 21 (19 février 2005)
- Live Earth (7 juillet 2007)